# Vlag van Oosterwierum

Vlag van Oosterwierum

De vlag van Oosterwierum is de dorpsvlag van het Nederlandse dorp Oosterwierum, in de Friese gemeente Súdwest-Fryslân. De vlag werd in 1995 geregistreerd.  Het ontwerp van de vlag is van de hand van P. Bultsma.

## Beschrijving
De beschrijving van de vlag is als volgt:
Groen, met een gele ingeknikte broekingsdriehoek tot aan de vluchtzijde, door uit de hoeken vandaan eerst de vlagdiagonaal aan een vierde vlaglengte te volgen, op het geel een afgesneden zwart paardenhoofd van ongeveer 7/15 vlaglengte.
De kleuren zijn afkomstig van het dorpswapen.

## Symboliek

Broekingsdriehoek: beeldt de kerktoren van Oosterwierum uit.
- Groene velden: ontleend aan de groene terp van het dorpswapen.
- Paardenhoofd: verwijst naar de paardenmarkt van Oosterwierum. Hier verwijzen de penningen eveneens naar.[2]